# Platygastroidea

Archaeoteleia gilbertae

Die Platygastroidea bilden eine Überfamilie parasitisch lebender Hautflügler.

## Merkmale
Die Platygastroidea bilden eine diverse Gruppe von Hautflüglern. Als ein Unterscheidungsmerkmal zu anderen Überfamilien gilt das Vorhandensein papillärer Sensilla auf der ventralen Oberfläche der apikalen Geißelglieder der Weibchen. Die Hautflügler sind zwischen 0,45 und 4 mm lang. Die Vorderflügel weisen maximal zwei Zellen auf, die durch Adern umschlossen sind. Am basalen Teil des Flügelhinterrands fehlt die Ader. In einigen Fällen sind die Vorderflügel ohne Flügeladerung. Die Hinterflügel sind nicht gestielt. Die Flügel können in manchen Fällen auch reduziert sein oder fehlen.

## Systematik
Die Platygastroidea wurden in der Vergangenheit als Teil der Proctotrupoidea angesehen. Sie werden gegenwärtig als eine monophyle Gruppe betrachtet. Die Platygastroidea werden von manchen Autoren der Teilordnung Proctotrupomorpha zugerechnet. Es sind gegenwärtig etwa 6000 gültige Arten in 264 Gattungen innerhalb der Überfamilie bekannt.
Die Überfamilie gliedert sich in sieben rezente Familien sowie zwei fossile Familien:
- †Caradiophyodidae Poinar & Vega, 2023
- Geoscelionidae Engel & Huang, 2017
- Janzenellidae Johnson & Austin, 2021
- Neuroscelionidae Johnson & Austin, 2021
- Nixoniidae Chen et al., 2021
- Platygastridae Haliday, 1833
- †Proterosceliopsidae Talamas et al., 2019
- Scelionidae Haliday, 1839
- Sparasionidae Dahlbom, 1858

## Lebensweise
Die Platygastroidea sind Parasitoide von neun Insektenordnungen (Coleoptera, Diptera, Embioptera, Hemiptera, Lepidoptera, Mantodea, Neuroptera, Odonata, Orthoptera) sowie von Webspinnen (Araneae). Die Platygastroidea sind bis auf wenige Ausnahmen Eiparasitoide. Phylogenomische Analysen deuten darauf hin, dass die ursprünglichen Wirte der Platygastroidea vermutlich Heuschrecken-Eier waren. Die Gattungen innerhalb der Überfamilie weisen offenbar ein jeweils spezifisches Wirtsspektrum auf.